# Rhamnus hupehensis
Rhamnus hupehensis är en brakvedsväxtart som beskrevs av Camillo Karl Schneider. Rhamnus hupehensis ingår i släktet getaplar, och familjen brakvedsväxter. Inga underarter finns listade i Catalogue of Life.